# Zona Ivrea Verbano

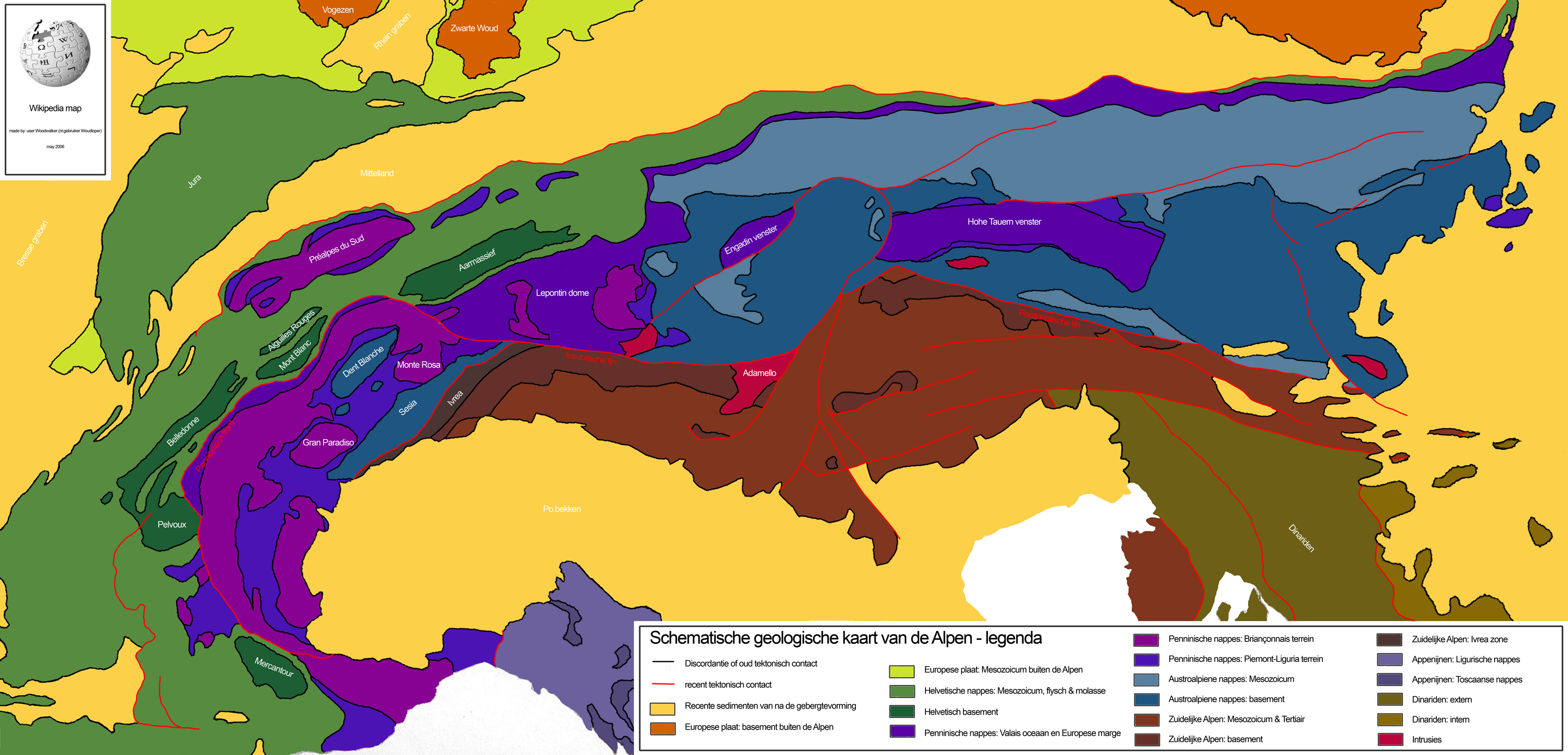
Carta strutturale semplificata delle Alpi.

La Zona Ivrea Verbano è un terrane costituito da una porzione della microplacca Adriatica sottoposta a subduzione.
Geologicamente è considerato parte dell'unità strutturale del Sudalpino, di cui costituisce l'area occidentale.
Prende il nome dalla città di Ivrea e dal lago Verbano.

## Caratteristiche
Le originarie rocce sedimentarie sono state sottoposte a metamorfismo in facies granulitica e intruse da plutoni femici tipici della crosta terrestre inferiore.
In seguito alla riesumazione del terreno, durante la formazione della catena alpina, la crosta superiore è stata erosa mettendo a nudo le rocce sottostanti.
Indagini geofisiche (magnetometria e gravimetria) mostrano come il mantello terrestre sia insolitamente vicino alla superficie terrestre in corrispondenza della Zona Ivrea Verbano.
Alcuni geologi pensano che il contatto tra gli affioramenti di pirosseniti e lherzoliti, visibile in questi affioramenti rappresenti fisicamente la discontinuità di Mohorovičić presente tra crosta e mantello superiore.